# 6132 Danielson
6132 Danielson este un asteroid din centura principală de asteroizi.

## Descriere
6132 Danielson este un asteroid din centura principală de asteroizi. A fost descoperit pe 22 august 1990 la Observatorul Palomar de Henry E. Holt. Asteroidul prezintă o orbită caracterizată de o semiaxă mare de 2,47 ua, o excentricitate de 0,16 și o înclinație de 3,0° în raport cu ecliptica.